# Ilulissat-Eisfjord
Der Ilulissat-Eisfjord (grönländisch Kangiata Sullua/Kangia) ist ein grönländischer Fjord im Distrikt Ilulissat in der Avannaata Kommunia. Er ist seit 2004 UNESCO-Welterbe.

## Geografie
Der Fjord liegt im zentralen Westgrönland zwischen Ilimanaq im Süden und Ilulissat im Norden. Noch näher am Fjord befanden sich südlich bis Mitte des 20. Jahrhunderts die beiden Siedlungen Eqi und Avannarliit. Der offizielle Name des Fjords ist Kangiata Sullua („Rohr des Kangia“), allerdings ist der Name Kangia („Dessen Osten“) gebräuchlicher, der eigentlich nur das Ende des Fjords bezeichnet. Der Fjord wird hauptsächlich durch den Gletscher Sermeq Kujalleq (Jakobshavn Isbræ) gespeist. An seinem Ende (Kangia) hat der Fjord eine Breite von knapp 10 km und verschmälert sich auf dem Weg zu seiner Mündung. Er hat mehrere große Buchten. Die dem Ende nächstgelegene Bucht Kangerlukasik Ilorleq liegt an der Nordseite und ist 5 km tief. 15 km weiter mündet von Norden der durch den Gletscher Sermeq Avannarleq gespeiste etwa 20 km lange Fjord Sikuiuitsoq. Direkt westlich davon mündet der 7 km lange Fjord Nalluarsuup Kangerlua. Auf der gegenüberliegenden Seite, also von Süden, mündet der Tasiusaq-Fjordkomplex, der fast genauso lang ist wie der Eisfjord selbst. Wenn sich der Fjord auf eine Breite von nur gut 4 km verjüngt hat, mündet er in die Diskobucht. Wegen der Gletscherschmelze ist die Länge des Fjords schwer festzulegen, bewegt sich aber etwa zwischen 40 und 60 km.
Der Sermeq Kujalleq ist einer der aktivsten Gletscher der Erde, auch wenn die Daten schwanken. Alle Angaben sind deshalb mit Vorsicht zu genießen. Seine Fließgeschwindigkeit beträgt rund 19 m pro Tag. Jeden Tag kalben etwa 70 Mio. Tonnen Eis am Gletscher, dessen Gletscherkante eine Dicke von rund 700 m hat, von denen jedoch nur 80 m über der Wasseroberfläche liegen. Die jährliche Eismenge, die durch den Fjord treibt, beträgt somit rund 40 km³, davon 35 km³ durch den Sermeq Kujalleq. Damit werden etwa 10 % des jährlich in Grönland kalbenden Eises vom Grönländischen Inlandeis über den Ilulissat-Eisfjord geleitet. Um den Fjord zu durchqueren, brauchen die Eisberge etwa 12 bis 15 Monate. Am meerseitigen Ende (Kangiata Aniggua „Ausgang des Kangia“) befindet sich 200 bis 225 m unterhalb des Meeresspiegels eine Moränenablagerung (Isfjordsbanken), an der die größeren Eisberge unter Wasser hängen bleiben. Dies ist die Ursache für eine Ansammlung riesiger Eisberge an dieser Stelle. Ist der Druck durch das nachfließende Eis groß genug, brechen kleinere Eisberge ab und strömen ins offene Meer, bis sich der nächste verklemmt. Die Eisberge treiben anschließend durch die Diskobucht in die Davisstraße, erst nach Norden und dann nach Süden, wo sie in den Atlantik fließen und langsam abschmelzen. Vermutlich mit einem dieser Eisberge kollidierte im Jahr 1912 die Titanic.

## Geschichte

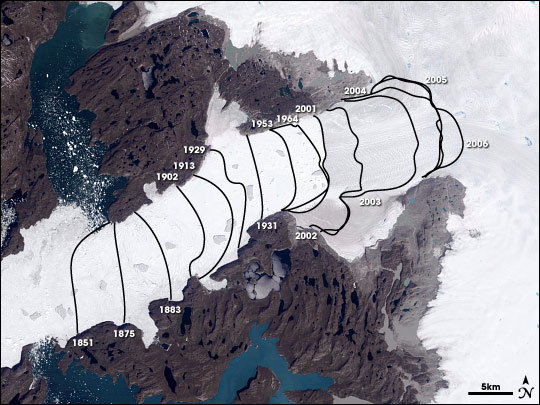
Der Rückzug des Gletschers zwischen 1851 und 2006

Das Gebiet um den Fjord ist seit Tausenden von Jahren von Inuit bewohnt. Bei Ilulissat befand sich früher der bedeutende Wohnplatz Sermermiut („Bewohner des Gletschers“). Der Fjord spielt heute noch eine bedeutende Rolle für Jagd und Fischerei. Zudem ist der Eisfjord auch ein beliebtes Ziel für Touristen.
Nach der Kolonialisierung Grönlands wurden der Fjord und der Gletscher häufig beschrieben. 1851 lag die Gletscherkante laut Hinrich Johannes Rink noch 25 km von der Fjordmündung entfernt, also etwa hinter der Mündung des Sikuiuitsoq. 1950 waren es bereits 46 km. In den letzten Jahrzehnten beschleunigte sich der Rückzug des Gletschers weiter. In dem US-amerikanischen Dokumentarfilm Chasing Ice aus dem Jahr 2012 werden eine kleinere und eine in der Realität 75 Minuten andauernde riesige Kalbung in rund vier Minuten dokumentiert und ein Größenvergleich zur New Yorker Halbinsel Manhattan vorgenommen.
Aufgrund seiner gewaltigen Ausmaße und seiner großen Bedeutung für die Gletscherforschung wurde der Ilulissat-Eisfjord mitsamt dem Gletscher 2004 zum UNESCO-Weltnaturerbe erklärt. Fjord und Gletscher haben dank ihrer guten Erreichbarkeit viel zur Erforschung des Aufbaus des grönländischen Eisschildes, des Klimawandels und verwandter geomorphologischer Prozesse beigetragen.

## Galerie
- Überflug des Eisfjords beim Landeanflug auf Ilulissat

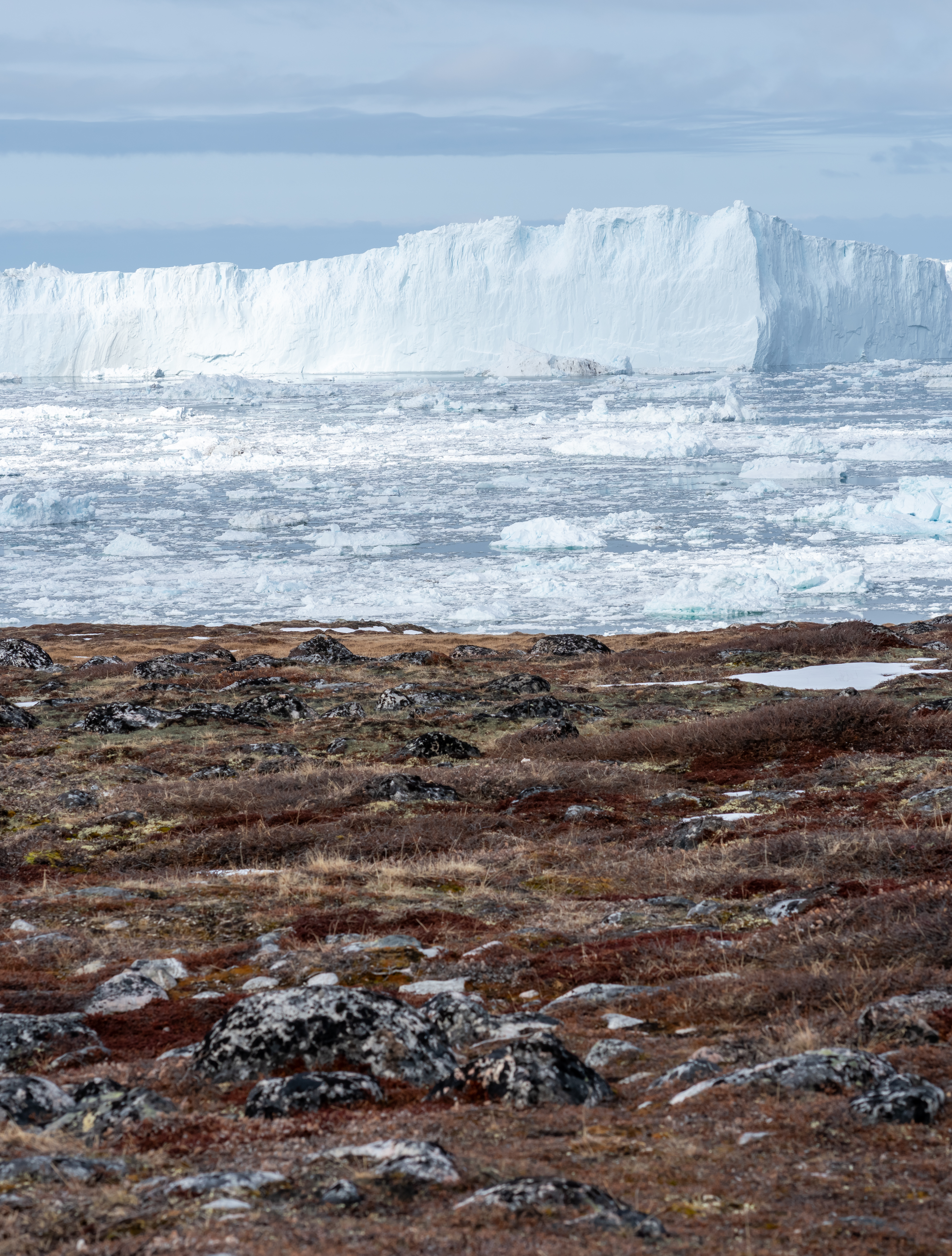
Durch den Eisfjord treibender Eisberg
- Panorama
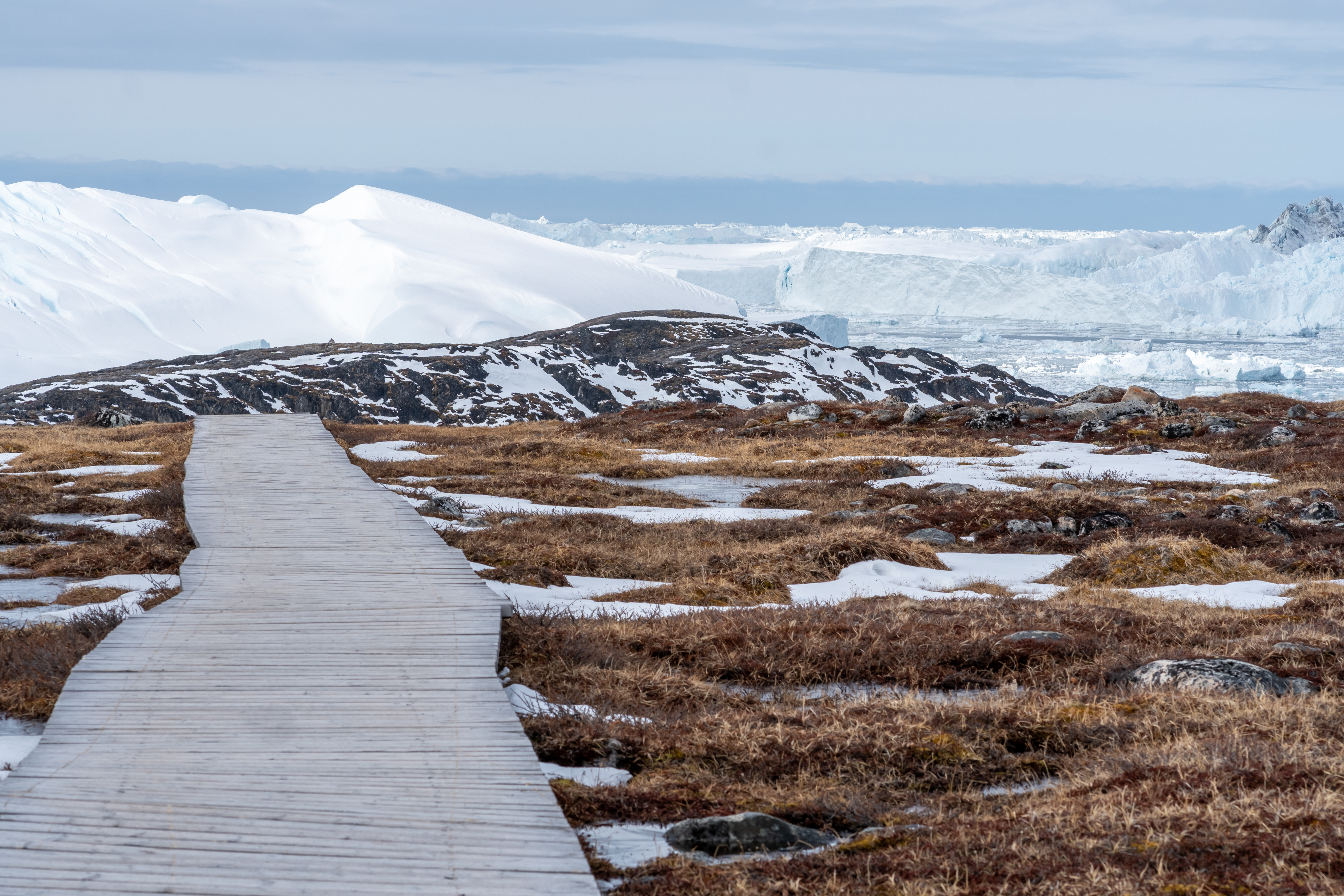
Wanderweg nach Sermermiut am Eisfjord